# Комаров Дмитро Данилович
Дмитро Данилович Комаров (нар. 1 грудня 1968) – український шахіст, гросмейстер від 1994 року. Чемпіон України 1983 року.

## Шахова кар'єра
1983 року у віці 14 років переміг (разом з Валерієм Невєровим) на чемпіонаті УРСР, який відбувся в Мелітополі . Успіхів на міжнародній арені почав досягати після розпаду Радянського Союзу. У 1993 році переміг у Массі, 1994 року переміг у Кордові, a у Бухаресті поділив 1-ше місце (разом з Сергієм Анапольським), крім того 1995 року посів 1-ше місце в Белграді а також посів 2-ге місце в у Києві (меморіал Ігоря Платонова, позаду Юрія Круппи).
На наступні роки припадає кілька успіхів у традиційних турнірах в Реджо-Емілії (1997/98 – поділив 1-ше місце разом з Леонідом Юдасіним, 1998/99 – поділив 2-ге місце позаду Євгена Соложенкіна, разом зі Смбатом Лпутяном, 2003/04 – посів 2-ге місце позаду Ігоря Миладиновича, а також 2004/05 – поділив 2-ге місце позаду Александра Делчева, разом із, зокрема, Ігорем Миладиновичем i Мішо Цебало). Окрім того, 2000 року поділив 1-ше місце (разом з Олександром Мотильовим) у Никшичі, 2001 року переміг у Сант-Рафаелі та Клішах, 2004 року посів 2-ге місце (позаду Сергія Федорчука) в Шарлеруа, крім того у 2006 році переміг у Ойпені, а також поділив 1-ше місце (разом з Еральдом Дервіші) в Братто.
Найвищий рейтинг Ело дотепер мав станом на 1 січня 1997 року, досягнувши 2615 пунктів ділив тоді 45-50-те місце в світовій класифікації ФІДЕ, водночас посідав 2-ге місце (позаду Василя Іванчука) серед українських шахістів.